# 持明院

持明院殿推定復元図（川上貢〈2001〉をもとに作成）

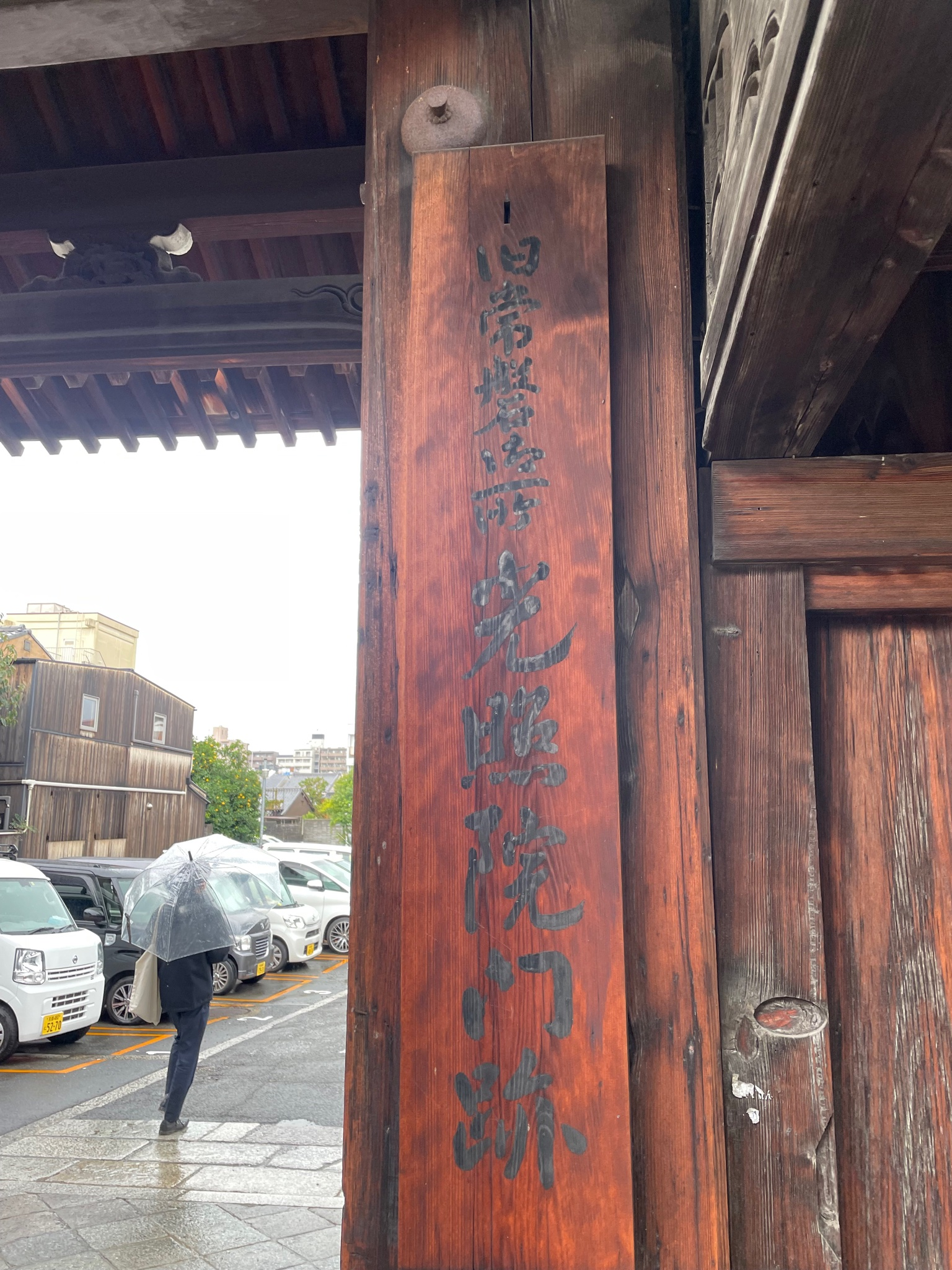
持明院の入り口

持明院（じみょういん）は、平安時代末期から江戸時代にかけて平安京北郊に存在した邸宅およびその邸内にあった寺院。現在の京都市上京区安楽小路町の光照院の付近にあった。鎌倉時代以降には仙洞御所や里内裏となり、持明院統の由来となる。邸宅を持明院殿、また寺院を安楽光院（あんらくこういん）・安楽行院（あんらくぎょういん）とも称す。

## 概要
はじめ鎮守府将軍を務めた藤原基頼の邸宅であった。12世紀初頭、基頼が邸内に持仏堂を建立し持明院と名づけた。基頼の子藤原通基は持明院を拡充して、寺号を安楽光院（安楽行院）と改め、持明院を家の号とした。
鎌倉時代、持明院基家の娘陳子（後の北白川院）は守貞親王の妃になり、茂仁親王（後堀河天皇）を生んだ。承久の乱後、後堀河天皇が即位すると、父親の守貞親王には太上天皇の尊号がおくられ、後高倉院を院号としてここで院政を行い、持明院宮と呼ばれた。続いて後堀河天皇も退位後にもここを御所として院政を行った。守貞親王系の断絶後も後嵯峨天皇・後深草天皇の退位後の御所となり、後深草天皇の系統の伏見上皇・後伏見上皇・花園上皇・光厳上皇・光明上皇はいずれも持明院殿を御所とした。また、一時期崇光天皇の内裏ともなった。この系統を持明院統と称す。ただし、守貞親王系の断絶後は後堀河天皇の皇女であった室町院（暉子内親王）が持明院を御所とし、その没後に伏見上皇が継承した事が持明院統の持明院所有の端緒であり、後深草天皇は外祖父である西園寺実氏が彼のために献上した冷泉富小路殿で生涯の大半を過ごしたとする指摘もある。
対立関係にあった亀山天皇の系統は、亀山天皇が退位後に大覚寺を御所としたことから大覚寺統と呼んだとされるが、こちらも後宇多上皇の居住を大覚寺統の端緒とする説が有力である。
後光厳天皇の1353年（文和2年/正平8年）2月の火事により焼失すると、安楽光院一堂を残して邸宅部分は以後荒廃した。
安楽光院は、広義門院の命によって再興され、室町時代にも持明院統関連の仏事等が行なわれ、江戸時代には泉涌寺塔頭とされた。応仁の乱後に後伏見天皇の皇女進子内親王ゆかりの光照院が移転したとも伝えられ、移転後の一時期は光照院も「安楽光院」を名乗っている。

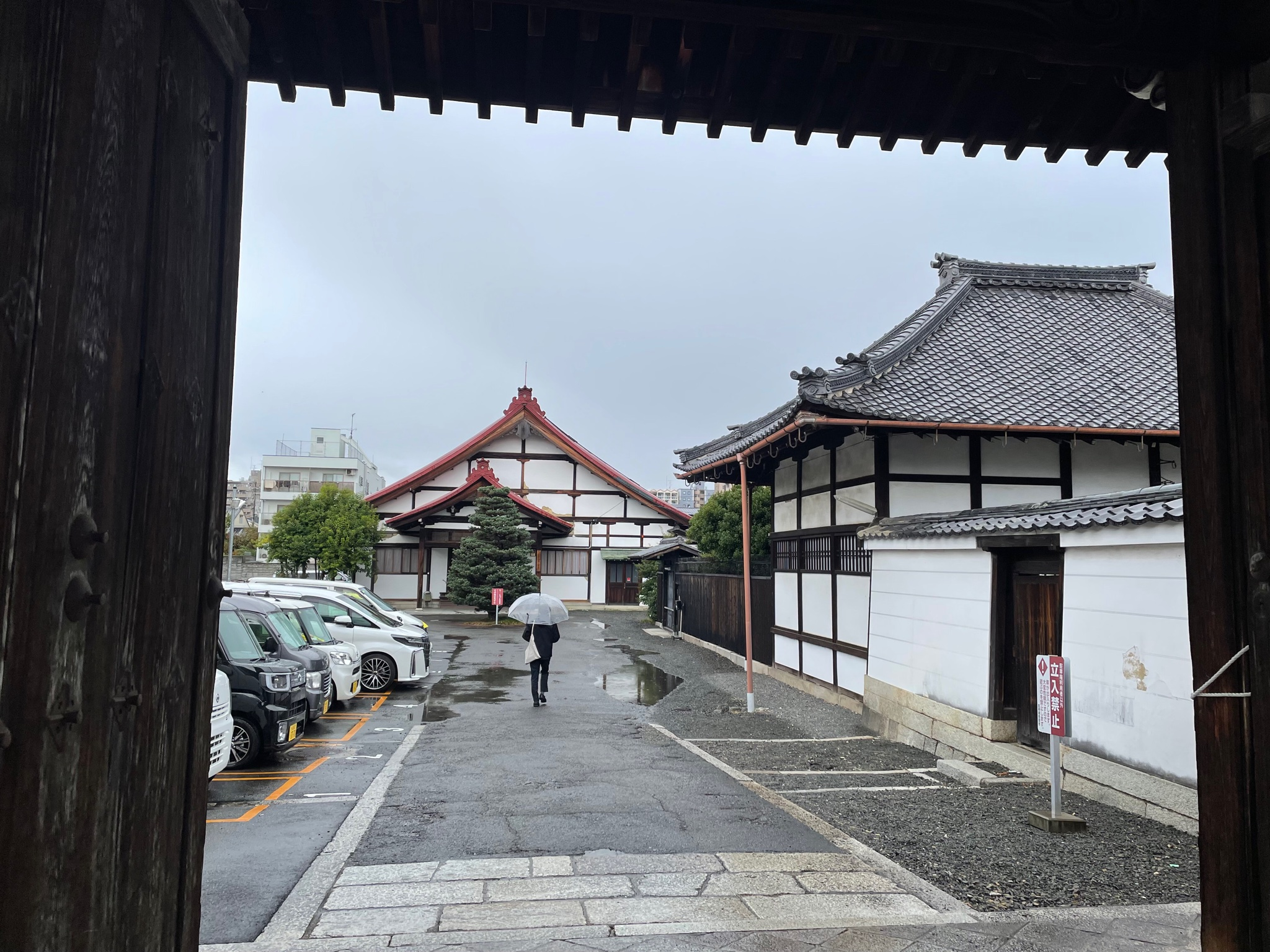
持明院内部の駐車場

また、持明院に残った安楽光院を現京都市伏見区深草に移して深草法華堂としたとする伝承もある。深草法華堂には後深草天皇以下12名の天皇の陵墓が置かれ、17世紀後半に安楽行院として再興され、廃仏毀釈まで残存した。
現在は一部駐車場として使われている。

## アクセス
今出川駅(〒602-0032 京都府京都市上京区岡松町)から室町通と上立売通経由　徒歩8分　約600m